# To Keep from Crying
To Keep from Crying è il secondo album dei Comus, pubblicato dalla Virgin Records nel 1974.

## Tracce
Lato A
1. Down (Like a Movie Star) – 4:09 (Roger Wootton)
2. Touch Down – 4:48 (Roger Wootton)
3. Waves and Caves – 1:35 (Andy Hellaby)
4. Figure in Your Dreams – 3:13 (Roger Wootton)
5. Children of the Universe – 5:39 (Roger Wootton)

Lato B
1. So Long Supernova – 3:19 (Roger Wootton)
2. Perpetual Motion – 4:07 (Roger Wootton)
3. Panophany – 0:31 (Andy Hellaby)
4. Get Yourself a Man – 7:15 (Keith Hale)
5. To Keep from Crying – 5:40 (Roger Wootton)

## Musicisti
- Roger Wootton - voce solista, chitarra, accompagnamento vocale
- Keith Hale - pianoforte, organo, pianoforte elettrico, sintetizzatore, marimba
- Bobbie Watson - voce solista, recorder, percussioni, accompagnamento vocale
- Andy Hellaby - basso, autoharp, effetti sonori, nastri
- Gordon Coxon - batteria, percussioni

### Ospiti
- Didier Malherbe (dei Gong) - sassofono tenore in Get Yourself a Man
- Tim Cramer (degli Esperanto) - violoncello in So Long Supernova
- Lindsay Cooper (degli Henry Cow) - fagotto in To Keep from Crying
- Phil Barry - bongos